# 大盛镇 (东安县)
大盛镇，是中华人民共和国湖南省永州市东安县下辖的一个乡镇级行政单位。

## 行政区划
大盛镇下辖以下地区：
回龙社区、兴隆社区、田心村、凳子村、大喜村、山塘村、土马村、半山村、杨家村、易江村、井塘村、八家村、张家村、魏家村、栗木村、泗水村、陵角村、龙头村、铁塘村、严塘村、三角塘村、町里村、大江村、毛坪村、尹家村、黄家村、斗山村和同乐村。